# Tanaka Kyūgu

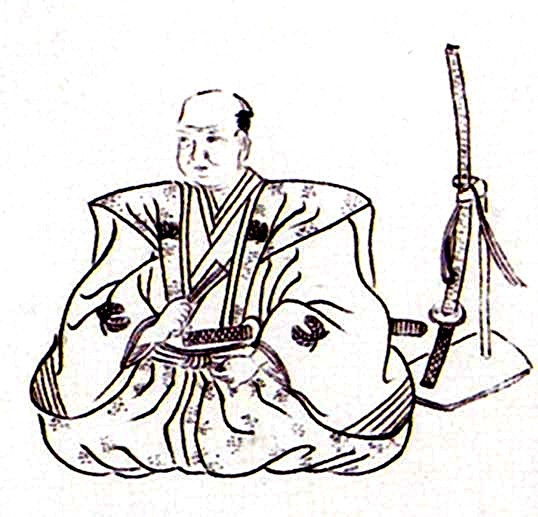
Tanaka Kyūgu

Tanaka Kyūgu (japanisch 田中 休愚; geboren 5. Mai 1662 in Hirasawa (Provinz Musashi); gestorben 9. Februar 1730 in Edo) war ein japanischer Agronom in der Mitte der Edo-Zeit.

## Leben und Wirken
Tanaka Kyūgu hieß ursprünglich Kuboshima (窪島). Schon in jungen Jahren interessierte er sich für Landwirtschaft, erweiterte er sein Wissen, indem er Seidenstoffe bewirtschaftete und verkaufte. Später wurde er von Tanaka Hyogo (田中兵庫) der in der Kawasaki-Poststation das Daimyō-Quartier (本陣, Honjin) an der Tokaido  leitete, adoptiert. Ab 1706 wirkte er daher auch als Grundbesitzer und Großhändler.
Um die Finanzen der Kawasaki-Poststation wieder aufzubauen, beantragte er 1708 bei Ina Tadamichi (伊奈忠逵), dem Leiter des Bezirks Kantō-Gun (関東郡) das Recht zur Überquerung des Rokugo-Flusses (六郷川). Er erhielt im nächsten Jahr die Rechte und legte damit die Basis für die nun wieder entstandene Blüte der Poststation.
1721 vollendete Tanaka das Werk „Minkan seiyō“ (民間省要) – etwa „Das Wichtigste zur Zivilgesellschaft“, das drei Bände und 77 Kapitel umfasste, und Shogun Tokugawa Yoshimune überreicht wurde. Das Werk wurde günstig aufgenommen, und so wurde er 1723 vom Zuständigen im Shogunat beauftragt, Hochwasserschutzarbeiten an den Flüssen Arakawa (荒川) und Tamagawa (多摩川) in der Provinz Musashi sowie Reparaturarbeiten den Wasserversorgungskanälen Nikaryō-yōsui (二ヶ領用水) und am Omaru-yōsui (大丸用水) durchzuführen. Weiter baute er den Bunmei-Deich (文命堤) für den Hochwasserschutz des Sakawa-Flusses (酒匂川) in der Provinz Sagami.
1730 erhielt Tanaka 30 Mitarbeiter. Unter Ōoka Tadasuke, der ihn sehr schätzte, erhielt er ein Einkommen von 30.000 Koku, starb jedoch am 22. Dezember desselben Jahres im Alter von 68 Jahren in Edo.